# 鮑里斯石

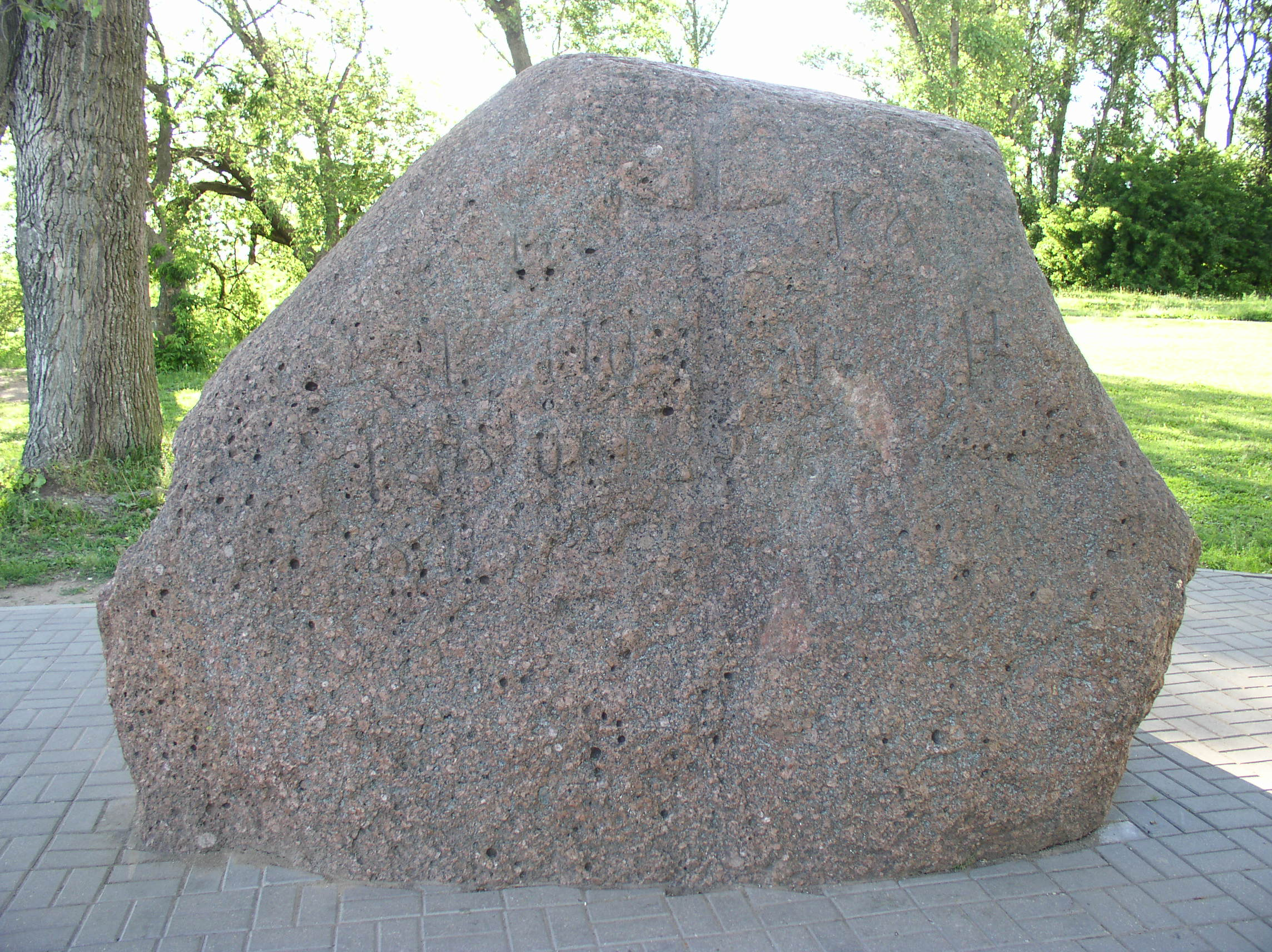
位於波洛茨克聖索菲亞大教堂附近的一塊鮑里斯石

鮑里斯石，又稱德維納石（俄语：Двинские камни）是白俄羅斯波洛茨克至德里薩（上第文斯基）之間、沿道加瓦河排列的七塊石頭。上面刻有12世紀的文字以及基督圖像，但相信這前些石頭在當地人信仰基督教前就已出現。最大的一塊石周長17公尺。

## 歷史
雖然在17世紀波蘭歷史學家瑪第亞‧斯特雷伊科夫斯基已經記錄了石頭的存在，直到1818年蓋歐爾格·馮·坎克林才讓石頭引起學術界的注意。他發現在奧爾沙附近的一塊圓石上刻有銘文：「1171年3月7日，完成了十字架。主啊，求祢幫助你的僕人巴西略，又名羅格沃洛德，鮑里斯的兒子。」
此後，數塊刻有鮑里斯名字的石頭被人發現。但在1930年代，其中兩塊石頭「宗教」為由被蘇聯政府炸毀，用來修建莫斯科至明斯克的公路。另一塊被丟入河中，直到1988年再被發現。在打撈過程中，石頭裂成三塊。另外三塊分別被移到波洛茨克聖索菲亞大教堂附近、明斯克巨石博物館以及莫斯科科羅緬斯克。

## 描述
但事實上只有四塊石頭位於德維納河沿岸，而其中一塊石頭沒有鮑里斯的名字。它們的共通點是主體的圖案：「每塊石頭上中心都是巨大的十字架，被傳統上希臘人用來宣佈基督得勝的傳說的簡約元素圍繞著。」
普遍接受的觀點是石頭上提及的鮑里斯是洗名鮑里斯的羅格沃洛德‧弗謝斯拉維奇，波洛茨克王公、基輔大公弗謝斯拉夫·布里亞奇斯拉維奇的兒子。雖然這些石頭很有可能在前基督教時期已受斯拉夫人崇拜。

### 書目
- Franklin, Simon. . Cambridge UP. 2002  [2018-03-27]. ISBN 978-0-521-81381-5. （原始内容存档于2016-12-24）.

## 外部連結
- （俄文） Konstanty Tyszkiewicz的文章
- （俄文） Photographs

55°29′08″N 28°45′29″E / 55.48556°N 28.75806°E